# Кундули
Кундули (балка Кундули) — река в России, левый приток реки Кевсала, протекает по территории Ипатовского района Ставропольского края.
Исток реки находится в центре хутора Красный Кундуль; устье — в 35 км по левому берегу реки Кевсала, восточнее села Кевсала. Длина реки составляет 12 км, площадь водосборного бассейна — 131 км².
В верхнем течении через русло реки проходит Левая ветвь Правоегорлыкского канала, в нижнем течении оно перекрыто дамбой, по которой проложена автодорога Тахта — Ипатово.
Река маловодная. Питание смешанное (родниковое, снеговое, дождевое).

## Данные водного реестра
По данным государственного водного реестра России относится к Донскому бассейновому округу, водохозяйственный участок реки — Дон от впадения реки Северский Донец и до устья, без рек Сал и Маныч, речной подбассейн реки — бассейн притоков Дона ниже впадения Северского Донца. Речной бассейн реки — Дон (российская часть бассейна). Код водного объекта в государственном водном реестре — 05010500912107000017724.